# پرچم گابن
پرچم گابن در تاریخ ۹ اوت ۱۹۶۰ پذیرفته شد. این پرچم سه رنگ دارای تناسب تقریبی ۳:۴ بوده و از ۳ نوار افقی هم‌اندازهٔ سبز (در بالا)، زرد (در میان) و آبی (در پایین) تشکیل شده است.

## نمادشناسی
در این پرچم رنگ سبز نماد جنگل‌ها و منابع طبیعی کشور، رنگ زرد نماد خط استوا (که از میان گابن می‌گذرد) و همچنین نشانگر خورشید و رنگ آبی نماد دریاست.

## پرچم‌های دیگر

پرچم گابن ۱۹۵۹-۱۹۶۰
پرچم رئیس‌جمهور گابن